# Jurij Dolinar (zdravnik)
Jurij Dolinar tudi Dolliner, slovenski zdravnik in botanik, * 11. april 1794, Radeče, † 16. april 1872, Idrija.
Dolinar je od leta 1812 do 1815 v Gradcu študiral filozofijo, ter nato od 1818 do 1821 na Dunaju obiskoval tečaje kirurgije. Kot kirurg je od 1821 do 1842 delal na Dunaju, nato pa od 1842 do 1848 služboval v Postojni in Idriji. Leta 1851 je na Dunaju končal študij medicine in se vrnil v Idrijo, kjer je delal kot mestni in rudniški zdravnik.
Dolinar je leta 1842 izdal popis spodnjeavstrijske flore (Enumeratio plantarum phanerogamicarum in Austria Inferiori crescentium). Na območju Kranjske je odkril in imenoval več novih vrst cvetnic in praprotnic ter zbral obsežen herbarij rastlin idrijske okolice, ki je sedaj shranjen v Prirodoslovnem muzeju v Ljubljani.